# Ewa Ambroziak
Ewa Ambroziak est une rameuse, skifiste et enseignante polonaise née le 9 novembre 1950 à Szczecin et morte le 26 juillet 2023 à New York.
En 1976, elle est athlète aux jeux olympiques d'été de Montréal. Elle est décorée de médailles de la Fédération polonaise des associations d'aviron (pl).

## Biographie
Ewa Ambroziak née le 9 novembre 1950 à Szczecin.
Elle est diplômée de l'École supérieure de pédagogie.
Ambroziak est membre du club sportif SKS Czarni Szczecin (pl), où son entraîneur est Ryszard Kędzierski.
Elle émigre aux États-Unis.
Elle meurt le 26 juillet 2023 à New York,.

## Résultats sportifs
- 1972 : 6e place aux Championnats d'Europe à Brandebourg (simple)[3]
- 1973 : 5e place aux Championnats d'Europe à Moscou[3]
- 1973 : championne de Pologne (simple)[3]
- 1974 : 4e place aux Championnats du monde à Lucerne (en double national avec Mieczysława Franczyk (pl))[3]
- 1975 : 6e place aux Championnats du monde à Nottingham (simple)[3]
- 1976 : 9e place aux Jeux Olympiques de Montréal (simple)[2],[3]
  - 5e dans les préliminaires (3:58.09)
  - 4e dans les repêchages (4:16.74)
  - 3e dans la finale B (4:26.60)